# Ves (álbum)
Ves es el primer álbum como solista del cantautor argentino Nelson John.
El cual incluye canciones como “El niño que fui”,“Igual te busco”,“Ves”,“Aferrado” entre otras... 

## Lista de canciones
1. Igual te busco / Letra: Nelson, Juan Abalos Música: Nelson, Juan Abalos, Juan Blas / 4:10
2. Aferrado / Letra y Música: Juan Abalos / 3:50
3. La fuerza del sol / Letra: Nelson - Música: Juan Blas / 4:03
4. Verano de Brasil / Letra y Música: Juan Abalos, Martin Serra, Nelson / 4:30
5. Es todo lo que soy / Letra: Nelson, S.Mellino - Música: Nelson, S.Mellino, Juan Blas / 4:22
6. Dentro de mi / Letra y Música: Nelson, Juan Abalos / 3:58
7. Ves / Letra: Sandra Baylack - Música: Juan Abalos, Nelson, Juan Blas / 3:53
8. Fugitivo / Letra: Sandra Baylack, Nelson - Música: Juan Blas / 3:50
9. El niño que fui / Letra y Música: Nelson, Miguel Lops / 3:35
10. Yo por ti / Letra: Manolo - Música: Manolo, Juan Blas / 3:39
11. Venganza / Letra: Nelson - Música: Nelson, Juan Abalos / 2:41

```
   Producción Artística  
Juan Blas Caballero
```

- Datos: Q5474138